# 新生代 (雜誌)
《新生代雜誌》（NEW GEN. Monthly，前稱New Generation）由澳門新生代青年文化會出版、澳門基金會及澳門文化局贊助，是以澳門本土年輕人與澳門文化為主要對象的綜合性刊物，1999年9月創刊，2022年年末停刊。

## 簡介
《新生代》雜誌關注各項與澳門文化社會議題，推動本土文化，介紹本土人物。創刊至2005年為澳門教科文中心出版，2006年起成為新生代青年文化會下屬刊物。
2009年，由季刊轉型為月刊；2019年4月為慶祝創刊20周年，刊物革新內容並改為於澳門各大書店、澳門各高等院校圖書館與特約商家，共四十多個取閱點免費派發。
因2020年起澳門步入COVID-19疫情致得到的資助銳減，2021年3月起刊物由月刊再次轉為季刊。2023年1月29日刊物在社交媒體宣佈因財政困難，2022年12月27日出版的第186期為最後一期。

## 組織架構
- 社長：林玉鳳
- 總編輯：李展鵬
- 編輯：鄧曉炯、袁之凡

## 專欄作者
- 譚志強
- 寂然
- 黃家龍
- 莫兆忠

## 外部連結
- 官方网站
- 新生代的Facebook專頁
- 新生代的Instagram帳戶
- 澳門教科文中心：新生代往期重溫（第1-26期）